# Acrocercops terminaliae
Acrocercops terminaliae es un insecto lepidóptero perteneciente a la familia Gracillariidae. Es originaria de la India (Bengala Occidental).
La larvas se alimentan de Terminalia catappa y Terminalia myriocarpa. Probablemente minan las hojas de su planta huésped. 